# Paleozoologia
Paleozoologia (od gr. palaios – dawny, stary + zoon – zwierzę) – dział paleontologii badający zachowane w skałach osadowych szczątki lub ślady aktywności życiowej zwierząt z minionych okresów geologicznych. 
Takie znaleziska określa się mianem skamielin lub skamieniałości. Zadaniem paleozoologii jest znalezienie, rozpoznanie i zaklasyfikowanie skamieniałości. Czasami jest to możliwe dopiero po rekonstrukcji wyglądu zwierzęcia, którego dokonuje się na podstawie sfosylizowanych szczątków, poprzez porównanie z formami współczesnymi lub już wcześniej opisanymi.
Działy paleozoologii
- paleoteriologia – ssaki

Najważniejsze odkrycia paleozoologii:
- archeopteryks